# Miles O’Keeffe
Miles O’Keeffe (* 20. Juni 1954 in Ripley, Tennessee) ist ein US-amerikanischer Schauspieler.

## Leben
O’Keeffe besuchte nach Abschluss der High School nacheinander die Vorbereitungsschule der United States Air Force Academy, die Mississippi State University und die University of the South, wo er einen Bachelor of Arts in Psychologie erlangte.
Nach kurzer beruflicher Tätigkeit als psychologischer Berater im Staatsgefängnis von Tennessee begann Miles O’Keeffes Schauspielkarriere mit einer Statistenrolle in einem Fernsehfilm. Im Anschluss daran erhielt er 1981 die Titelrolle im Film Tarzan – Herr des Urwalds, womit seine Laufbahn als Hauptdarsteller begann.
Joe D’Amato, der Miles für die „Ator“-Filme besetzte, gab für das italienische Fanzine Nocturno folgende Beschreibung seiner Zusammenarbeit mit Miles O’Keeffe: „Als Darsteller war er schon hundsmiserabel, ein schöner athletischer Körperbau, das stelle ich nicht in Zweifel, aber was den Vortrag betraf, hätte er Beruf wechseln müssen. Bei Gott, ein Goldjunge unter vielen Aspekten und zwischen den Lenden ein echtes Prachtstück, aber nicht einmal ungezwungen in den Actionszenen, wo er viel von Waffenmeister Franco Ukmar unterstützt wurde, der eine unglaubliche Arbeit an ihm getan hat. Im übrigen war er durch seinen Hintergrund als Bodybuilder sehr ungelenk und kam wie ein Gelähmter daher.“
Obwohl Miles O’Keeffe seitdem in vierzig Filmen und Fernsehproduktionen auftrat, ist er vor allem für seine Darstellung des Barbaren „Ator“ bekannt, den er zwischen 1982 und 1987 dreimal verkörperte. Die Regie hatte in den ersten beiden Teilen sowie dem letzten Teil der italienische B-Film-Regisseur Joe D’Amato.

## Filmografie (Auswahl)
- 1981: Tarzan – Herr des Urwalds (Tarzan the ape man)
- 1982: Ator – Herr des Feuers (Ator l'invincibile)
- 1982: S.A.S. Malko – Im Auftrag des Pentagon (S.A.S á San Salvador)
- 1983: Ator II – Der Unbesiegbare (Ator 2 – L'invincibile Orion)
- 1984: Camelot – Der Fluch des goldenen Schwertes (Sword of the Valiant – The Legend of Gawain and the Green Knight)
- 1986: Flash Fighter (Lone Runner)
- 1987: Das Geheimnis meiner Karriere (Campus Man)
- 1987: Iron Warrior
- 1987: Der Kampfgigant (Double Target)
- 1987: Die Ledernacken (Eroi dell'inferno)
- 1988: The Drifter
- 1988: Phantom Raiders
- 1988: Reise zurück in der Zeit (Waxwork)
- 1989: Crime Task Force (Liberty & Bush)
- 1989: Hard Bull… härter als Granit (La via della droga)
- 1990: Cartel
- 1992: Sunset Killer 2 (Dead on: Relentless II)
- 1992: Mord ist ihr Hobby (Murder, she Wrote) (Fernsehserie, 1 Folge)
- 1993: Rosen sind tot (Acting on Impulse)
- 1993: Sins of the Night – Gefährtin der Nacht (Sins of the Night)
- 1997: Hilfe! Mein Hund spricht (Tiger)
- 2000: Blut und Ehre (Blood and Honor)
- 2000: Grizzly Mountain – Flucht in die Vergangenheit (Escape to Grizzly Mountain)
- 2001: Savage Season